# آلودو هیبریدی ماما ارگانیک
آلودو هیبریدی ماما ارگانیک (به انگلیسی: is Organic Mama Hybrid Alludu) که داماد دورگه نیز شناخته می‌شود، یک فیلم درام عاشقانه به زبان تلوگوی هندی محصول ۲۰۲۳ به کارگردانی اس وی کریشنا ردی و با بازی راجندرا پراساد، مینا، سید سهل رایان و مرینالینی راوی است.

## بازیگران
- راجندرا پراساد در نقش ونکاترامانا
- مینا (بازیگر) در نقش شکونتالا
- سید سهل رایان در نقش ویجی
- مرینلینی راوی به عنوان هاسین
- سونیل در نقش مونیکوندا
- علی در نقش گزارشگر
- آجی قوش در نقش گاجولا گانگارائو
- ساپتاگیری (بازیگر) در نقش داماد آینده هاسین
- پراوین در نقش سیمهم
- هما در نقش مادر مونیکوندا
- راجا راویندرا به عنوان آقای رامش
- شنور ثنا به عنوان مادر داماد آینده حسنی
- کریشنا باگاوان به عنوان پدر داماد احتمالی هاسینی
- سوریا (بازیگر تلوگو) در نقش ونکات رائو، پدر مونیکوندا
- سورخا وانی به عنوان مادر آینده داماد حسنی
- پرودوی راج به عنوان پدر داماد احتمالی حسنی
- هارشا کمودو در نقش راگو، دوست ویجی
- بابو موهان به عنوان موهان
- راکت راگاوا به عنوان دستیار مونیکوندا
- شانموخ (پاندو) به عنوان داماد احتمالی هاسینی
- کوتش مناوا در نقش دکتر. دانراج چاکراوارتی
- وارون ساندش به عنوان بازیگر فیلم ویجی (ظهور کمئو)
- رشمی گوتام در نقش بازیگر فیلم ویجی (ظهور کمئو)
- ونکات در نقش خودش (ظاهر کمئو)